# Dinastija Wessex
Vladarska dinastija Wessex, također poznata i kao dinastija Cerdic je ime za vladarsku obitelj koja je vladala Kraljevstvom Wessex na jugozapadu Engleske, u pokrajini Wessexu. Dinastija je vladala od 6. stoljeća počevši od Cerdika Vesekskog do ujedinjenja engleskih kraljevstava, Heptarhije.
Do tada su Wessexi postali vladarima cijele Engleske (bretwalda) od Alfreda Velikog 871. do Edmunda II. Hrabrog 1016. godine. Ovo razdoblje u britanskoj monarhiji je poznato kao sasko razdoblje, premda im je vlast često puta bila ozbiljno ugrožena, posebice za vrijeme Danelawa i kasnije za vrijeme danskog kralja Svena I. Rašljobradog koji je polagao pravo na prijestolje od 1013. do 1014., za vrijeme dok je vladao Ethelred II. Nespremni. Sven i nasljednici su vladali do 1042. godine. Nakon Hartaknuta, bilo je kratko razdoblje kad se saska vladavina Engleskom vratila (eng. Saxon Restoration) nakon 1042. sve do 1066. za vrijeme Edvarda III. Ispovjednika i Harolda II. iz dinastije Godvina. Nakon bitke kod Hastingsa, odlučujućeg trenutka u britanskoj povijesti, Vilim Normandijski postaje kraljem Engleske. Anglosaski pokušaji kojim se nastojalo vratiti domaću dinastiju na vlast, nisu uspjeli. To se pokušalo preko Edgara II., unuka Edmunda II. Željeznobokog kojeg se izvorno preskočilo u korist Harolda. Tako su Vilimovi potomci osiguralisvoju vlast. Edgarova nećakinja Matilda Škotska se kasnije udala za Vilimova sina Henrika I., povezavši tako dvije dinastije.
Dinastija Wessex je bila zadnjom domaćom engleskom kraljevskom dinastijom. Nakon nje su Engleskom vladali naizmjence Normanska dinastija (francuski Normani), Plantageneti (francuski), Tudori (velški), Stuarti (škotski), Oranski (nizozemski), Hannoveri (njemački) i Saxe-Coburg-Gotha (njemački; preimenovali se u Windsore 1917.).

## Vanjske poveznice
- Dinastija Wessex - englishmonarchs.co.uk (engl.)
- Obiteljsko stablo dinastije Wessex - britroyals.com/wessextree.asp (engl.)